# Xerraire de Palani
El xerraire de Palani (Montecincla fairbanki) és un ocell de la família dels leiotríquids (Leiothrichidae).

## Hàbitat i distribució
Habita taques forestals i matolls de Palani, als Ghats Orientals, del sud-oest de l'Índia